# شلال (استان مسیله)
شلال (به عربی: شلال) یک شهرداری در الجزایر است که در استان مسیله واقع شده‌است. شلال ۵٬۴۱۱ نفر جمعیت دارد.